# Ана Тод
Ана Рене Тод (енгл. Anna Renee Todd; Дејтон, 20. март 1989) америчка је књижевница и сценаристкиња, позната по својој серији романа After. Популарност је стекла објављивањем прича на друштвеној платформи Wattpad. Штампано издање серије објавио је Gallery Books, а од тада је преведена на неколико језика, укључујући српски. Филмска адаптација првог романа приказана је у априлу 2019, другог у септембру 2020, трећег у септембру 2021, а четвртог у септембру 2022. године.
Године 2018. Тодова је основала сопствену издавачку кућу, Frayed Pages, док је 2021. потписала уговор за Wattpad о почетку сарадње. Frayed Pages x Wattpad Books објављиваће будуће пројекте Тодове, поред других радова.

## Приватни живот
Одрасла је у Дејтону, у Охају. Удала се за свог мужа Џордана, америчког војника, када је имала 18 година, а преселили су у Форт Худ, у Тексасу, где је радила за Waffle House и пулту за шминкање, Ulta Beauty. Са мужем има сина по имену Ашер. Такође има старијег брата и млађу сестру.
Неко време је делила поштанско сандуче са филмским критичарем из Остина, Коријем Колманом. Годинама касније, он је рецензирао филмску адаптацију њеног романа After и дао му је негативну рецензију.

### Серија
1. (октобар 2014)
2. After: После судара (новембар 2014)
3. After: После пада (децембар 2014)
4. After: После срећног краја (фебруар 2015)
5. (новела-преднаставак) (децембар 2015)

### Серија о Ландону
- Ништа више (септембар 2016)
- Ништа мање (децембар 2016)

### Серија о звездама
1. Најсјајније звезде (јул 2021)